# Châteldon
Châteldon ist eine französische Gemeinde im Département Puy-de-Dôme in der Region Auvergne-Rhône-Alpes. Sie gehört zum  Kantons Maringues. Die Kommune hat 752 Einwohner (Stand 1. Januar 2022).

## Lage und Verkehr

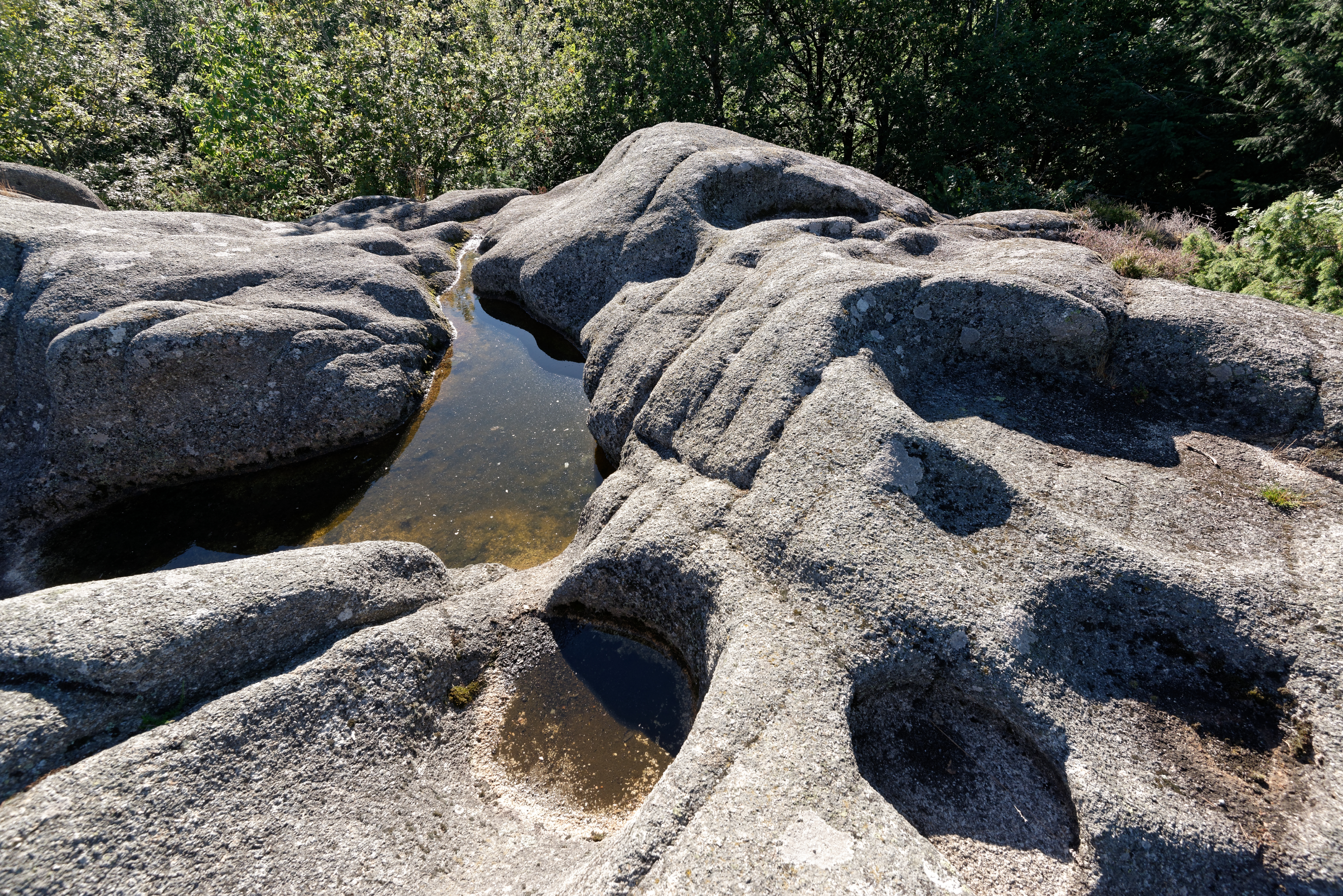
Rocher du Combeau

Châteldon liegt ungefähr auf halber Strecke zwischen Vichy und Thiers, etwas abseits der Straße D-906, die diese Städte verbindet. Die nächste größere Stadt ist Clermont-Ferrand in 45 km Entfernung. Die nächsten Bahnhöfe befinden sich in den nahe gelegenen Kommunen Ris und Puy-Guillaume in drei bzw. fünf Kilometern Entfernung. Von Vichy und Thiers verkehren Linienbusse nach Puy-Guillaume und Châteldon.
In Châteldon fließen die Bäche Vauziron und Chasserelle zusammen. Im Ortsgebiet gab es von jeher Quellen, deren Wasser zur jahrhundertelangen Bekanntheit Châteldons als Herkunftsort von Mineralwasser geführt haben und von denen sich sogar Ludwig XIV. beliefern ließ. Die sechs alten Quellen sind jedoch versiegt, heute wird aus zwei neuen geschöpft.
Châteldon ist heute Bestandteil des Regionalen Naturparks Livradois-Forez.

## Geschichte
Der Marktflecken Chatel-Odon wurde nach der Burg Castrum Odonis benannt, zu deren Füßen er lag. Seit dem 13. Jahrhundert wurden hier Märkte abgehalten und Messen veranstaltet. Das Marktrecht besaß der Ort seit 1285. Im 14. Jahrhundert wurde eine Markthalle, ein Justizgebäude und eine Mühle errichtet und in der Folge siedelten sich Kaufleute und auch Handwerker an, insbesondere Gerber und Messerschmiede. Im 15. Jahrhundert kamen Franziskaner nach Châteldon, ab 1650 auch eine Klarissen-Schwesternschaft. Beide Gemeinschaften wurden in der Revolutionszeit aufgelöst.
Der aus der Mittelschicht stammende Politiker und spätere hochrangige Nazi-Kollaborateur Pierre Laval kaufte in seinem Geburtsort 1931 das Schloss Château de Châteldon, um der Dorfbevölkerung seinen finanziellen Aufstieg vor Augen zu führen. Zwei Jahre später kaufte er auch die örtliche Mineralwasserquelle und gründete die Société des eaux de Châteldon, deren Wasser er durch seine Stellung im Vichy-Regime als Vichy-Hausmarke vertrieb.

## Sehenswürdigkeiten
Zu den touristischen Sehenswürdigkeiten gehören das Schloss aus dem 12. Jahrhundert, 3 Türme und Mauerreste von den mittelalterlichen Befestigungsanlagen, die Kirche aus dem 13. Jahrhundert, der Gemeindeturm, 2 Herrenhäuser und alte Kaufmannshäuser.
Das alte Rathaus und die Markthalle wurden im 19. und 20. Jahrhundert niedergelegt.
Das Schloss wird privat bewohnt und kann nur von außen besichtigt werden.

## Persönlichkeiten
- Pierre Laval (1883–1945), Politiker